# Minden vagy semmi
A Minden vagy semmi (eredeti cím: All or Nothing) 2002-ben bemutatott brit filmdráma, melyet Mike Leigh írt és rendezett. A főbb szerepekben Timothy Spall és Lesley Manville látható. 
A 2002-es cannes-i fesztiválon Arany Pálmára jelölték.

## Cselekmény
A film egy londoni lakótelepen játszódik. Három, az alsó középosztályba tartozó családot ismerhetünk meg benne, melyek története időnként metszi egymást. Az egyik családban Phil, a hallgatag taxisofőr, felesége, az eladónőként dolgozó Penny, lányuk, az idősek otthonában takarító Rachel és elhízott, a magányától frusztrált, agresszív fiúk, Rory él. A második családot Penny munkatársa, Maureen és a közeli kávézóban dolgozó lánya, Donna alkotja. A harmadikban Phil taxis kollégája, Ron, alkoholista felesége, Carol és munkanélküli lányuk, Samantha él. 
Mindhárom család élete kiürült, hiányozik belőle a szeretet, az odafigyelés. Többségük dolgozik ugyan, de amit keresnek, az csak arra elég, hogy nyomorúságos, kilátástalan életüket szinten tartsák. Samanthát csak az érdekli, hogy magába bolondítsa a fiúkat, és elszeresse Donna vadállatként viselkedő fiúját. Az elhagyott Donna és anyja akkor találnak ismét egymásra, amikor kiderül, hogy a lány állapotos. A dráma akkor csúcsosodik ki, amikor Rory szívrohamot kap. Míg a fiú kórházban van, Phil otthon arról beszél Pennynek, bántja a sok megaláztatás, amelyet tőle kap. A férfi elpanaszolja, hogy a nő már nem szereti, így semmi értelme az életének. Penny az odafigyelés hiányáról beszél, de meghatja férje őszinte feltárulkozása és bánata. 
A Rory szívrohamát követő katarzis kibeszélteti velük az évek óta elfojtott bánatot, és így a család lehetőséget kap az újrakezdésre.

## Szereplők
| Szerep   | Színész         | Magyar hang           |
| -------- | --------------- | --------------------- |
| Phil     | Timothy Spall   | Csuja Imre            |
| Penny    | Lesley Manville | Csere Ágnes           |
| Rory     | James Corden    | Minárovits Péter      |
| Rachel   | Alison Garland  | Haumann Petra         |
| Maureen  | Ruth Sheen      | Farkasinszky Edit     |
| Carol    | Marion Bailey   | Kocsis Mariann        |
| Ron      | Paul Jesson     | Barbinek Péter        |
| Samantha | Sally Hawkins   | Majsai-Nyilas Tünde   |
| Donna    | Helen Coker     | Urbán Andrea          |
| Jason    | Daniel Mays     | Welker Gábor          |
| Craig    | Ben Crompton    | Bede-Fazekas Szabolcs |

## Díjak és jelölések
British Independent Film Awards (2002)
- jelölés – legjobb férfi főszereplő (Timothy Spall)

Cannes-i fesztivál (2002)
- jelölés – Arany Pálma (Mike Leigh)

Európai filmdíj (2002)
- jelölés – legjobb rendező (Mike Leigh)
- jelölés – legjobb színész (Timothy Spall)